# タオル地
タオル地（タオルじ、テリークロス、Terrycloth）とは、主に綿で作られる織物。緯糸を織り込む際に、たて糸の一部（パイル糸）を緩めて布地にループ状の部分を形成し、保温性、保湿性、吸水性を高めたもの。パイルが片面のものと両面のものがある。その吸湿性から、タオル、子供服、帽子、夏用衣類に使用される事が多い為、抗菌加工が施されることもある。なお、パイルになる糸は基となる布地に十分に絡んでいない（組織していない）ため、わずかの力で引き抜かれること（パイル抜け）がある。